# Sumiglia
Sumiglia (Nederlands: gelijkenis) is het eerste studioalbum dat Savina Yannatou en haar ensemble Primavera en Salonico opnam voor ECM Records. Al eerder gaf dat platenlabel een livealbum van haar opnieuw uit onder de titel Terra Nostra. Sumiglia werd opgenomen in de Rainbow Studio in Oslo met geluidstechnicus Jan Erik Kongshaug. Yannatou met ensemble verdiepte zich in de overeenkomsten in allerlei (volks)liedjes van landen rondom de Middellandse Zee en daarbuiten. 

## Musici
- Savina Yannatou – zang
- Kostas Vomvolos – accordeon, qanun, kalimba (tevens arrangementen en orkestratie)
- Yannis Alexandris – tamboura, eed, gitaar
- Kyriakos Gouventas – viool, altviool
- Harris Lambrakis – ney
- Michalis Siganides – contrabas
- Kostas Theodorou – percussie

## Muziek
| Nr. | Titel                                   | Duur |
| --- | --------------------------------------- | ---- |
| 1.  | Evga mana mou (uit Griekenland)         | 3:54 |
| 2.  | Muineira (uit Spanje)                   | 4:18 |
| 3.  | Yanno Yannovitse (uit Griekenland)      | 4:45 |
| 4.  | Porondos viz partjan (uit Moldavië)     | 4:09 |
| 5.  | Sedi Yanna (uit Bulgarije)              | 2:30 |
| 6.  | Orrio tto fengo (Italië)                | 4:29 |
| 7.  | Ta chervona ta kalinonka (uit Oekraïne) | 2:54 |
| 8.  | Terra ca nun senti (van Sicilië)        | 3:34 |
| 9.  | Sumiglia (van Corsica)                  | 3:48 |
| 10. | Sta kala lu serenu (uit Italië)         | 2:42 |
| 11. | Ganchum em yar ari (uit Armenië)        | 3:08 |
| 12. | Tulbah (uit Palestina)                  | 3:13 |
| 13. | Smarte moj (uit Albanië)                | 3:37 |
| 14. | Ela ipne ke pare to (uit Griekenland)   | 5:30 |